# Шкварчук Іван
Шкварчук Іван (* 1918), кооперативний і громадський діяч родом з Буковини, у Канаді з 1947 року. 25 років працював у кооперативних організаціях «Калина» і «Карпатія» (Вінніпеґ), член Української Кооперативної Ради в Канаді, засновник кредитових товариств «Дністер» і св. Михаїла.